# كاتانا

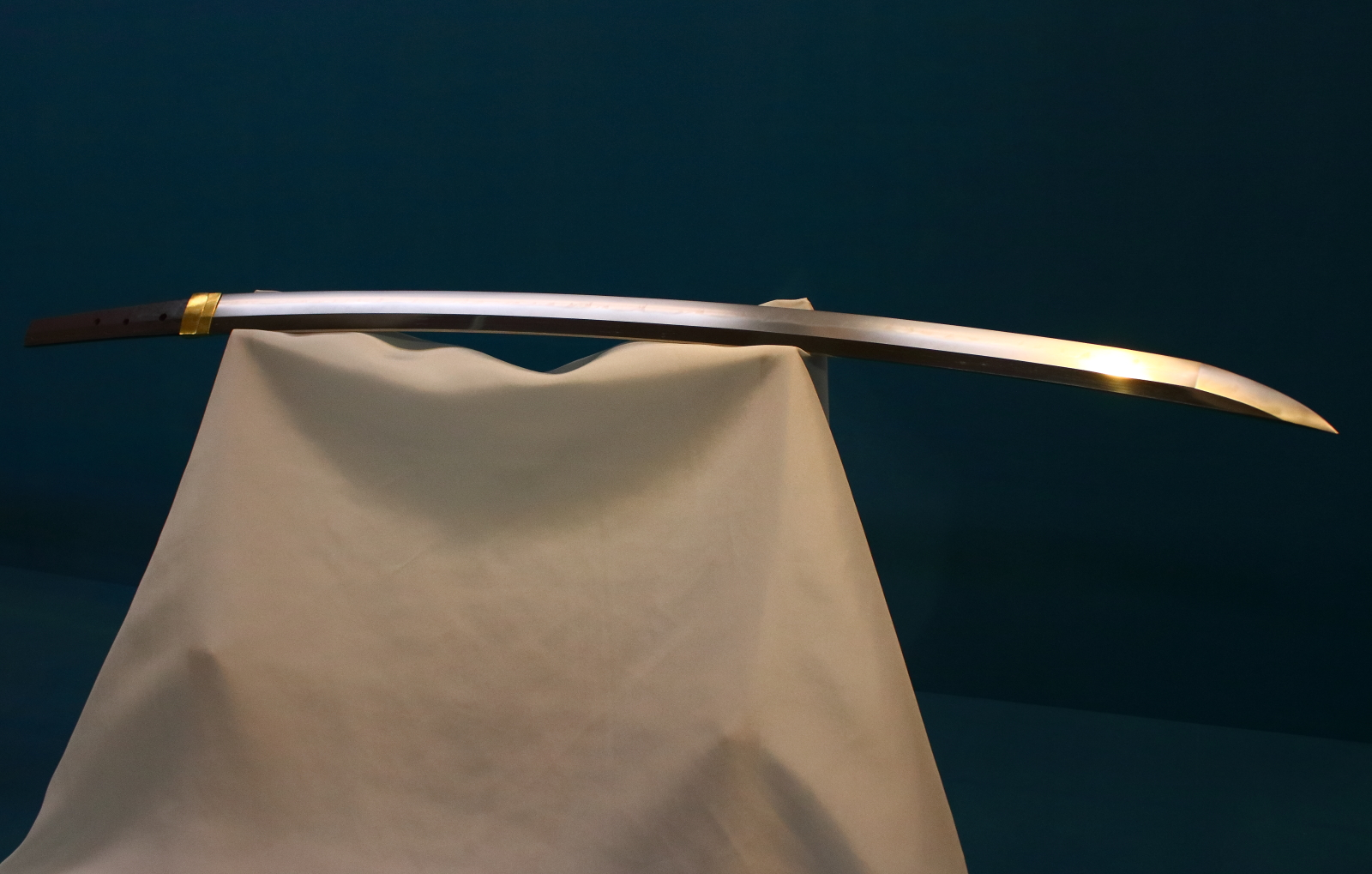
صورة لسيف كاتانا في احد المتاحف اليابانيه

الكاتانا (刀 or かたな) هو سيف ياباني يتميز بشفرة منحنية أحادية الحواف مع حارس دائري أو مربع وقبضة طويلة لاستيعاب اليدين. تم استخدامه من قبل الساموراي في اليابان القديمة والإقطاعية.

## أصل الكلمة والكلمات المستعارة

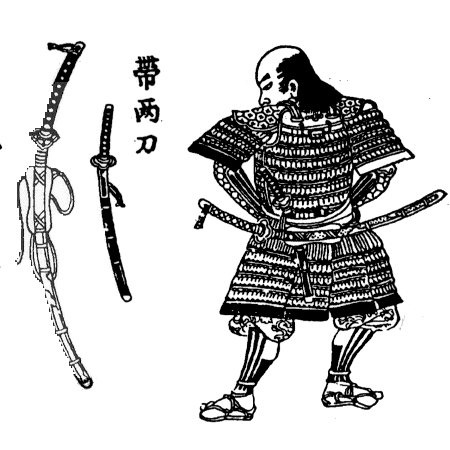
لوحة من فترة إيدو مطبوعة على الخشب (ca 1735) لساموراي مع تاتشي.

تشير كلمة كاتانا إلى عائلة السيوف المعروفة باسم نيهونتو والتي يبلغ طول شفرة السيف فيها أكثر من 2 شاكو، أي حوالي 60 سنتيمتر (24 بوصة).
يمكن أن يُعرف الكاتانا أيضًا باسم داي أو دايتو بين عشاق السيوف الغربيين على الرغم من أن دايتو هو اسم عام لأي سيف ياباني طويل، بمعنى حرفي «سيف كبير».
نظرًا لأن اللغة اليابانية لا تحتوي على صيغ جمع وصيغ مفردة، فإن كل من كاتانا وسيوف الكاتانا تعتبر أشكالًا مقبولة في اللغة الإنجليزية وغيرها.
في الكونيومي (القراءة اليابانية)للكانجي (刀) تنطق «كاتانا»، وتعني في الأصل<i id="mwQg">داو</i> أو سكين / سيف في اللغة الصينية، ثم اعتمدت الكلمة باعتبارها كلمة دخيلة من قبل البرتغاليين. بالبرتغالية، تعني التسمية (كاتانا) «سكين كبير» أو منجل ماشيتي.

## التاريخ
ينقسم إنتاج السيوف في اليابان إلى فترات زمنية محددة: [بحاجة لمصدر]
- جوكوتو (السيوف القديمة، حتى حوالي 900 م)
- كوتو (السيوف القديمة من حوالي 900-1596)
- شنتو (سيوف جديدة 1596–1780)
- شينشنتو (السيوف الجديدة 1781-1876)
- غِندايتو (السيوف الحديثة 1876-1945) [5]
- شينساكوتو (السيوف الجديدة 1953 إلى الوقت الحاضر) [6]

أول استخدام للكاتانا ككلمة لوصف سيف طويل مختلف عن سيفالتاتشي حدث في وقت مبكر من فترة كاماكورا (1185-1333). ويبدو أن هذه الإشارات إلى " uchigatana " و " tsubagatana " تشير إلى نمط مختلف من السيوف، وربما سيفًا أقل تكلفة للمحاربين الأقل رتبة. كما سهلت غزوات المغول في اليابان تغيير تصميمات السيوف اليابانية. وغالبًا ما كانت الشفرات الرقيقة من نوع تاتشيوشوكوتو غير قادرة على قطع الدروع الجلدية للمغول، حيث تنكسر الشفرات إلى شظايا أو تنكسر كليا. يبدو أن تطور تاتشي إلى ما سيصبح كاتانا قد استمر خلال فترة موروماتشي المبكرة (1337 إلى 1573). بدءا من حوالي عام 1400، حيث بدأ ظهور السيوف الطويلة بأسلوب كاتانا -مي. كان هذا ردا على الساموراي الذين يرتدون تاتشي في ما يسمى الآن «أسلوب كاتانا». يتم ارتداء السيوف اليابانية بشكل تقليدي حيث تكون المي (قبضة السيف) بعيدة. وحقيقة أن صانعي السيوف بدأوا توقيع السيوف بأسلوبكاتانا يظهر أن بعض الساموراي في تلك الفترة الزمنية بدأوا في ارتداء سيوفهم بطريقة مختلفة. 

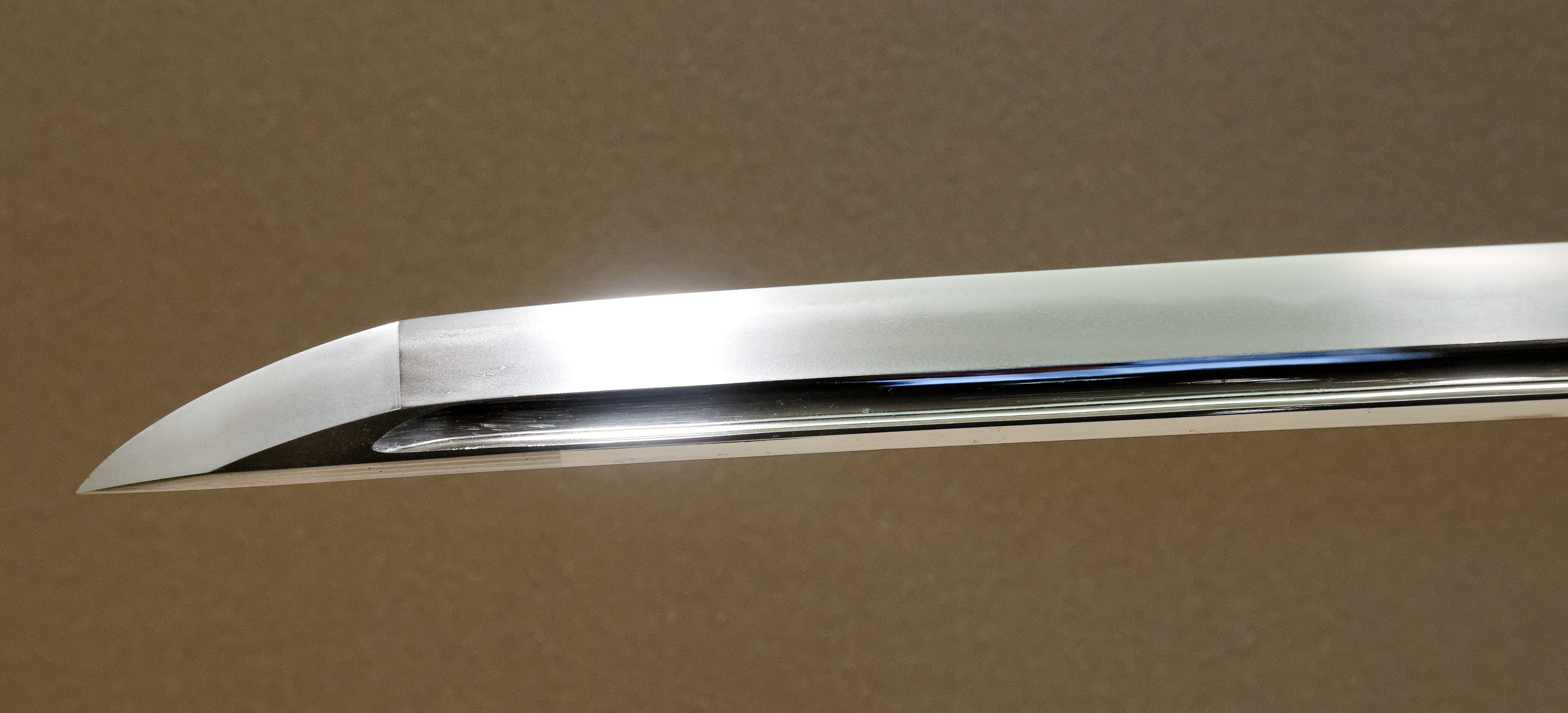
كيساكي (حافة) منكاتانا من فترة إيدو

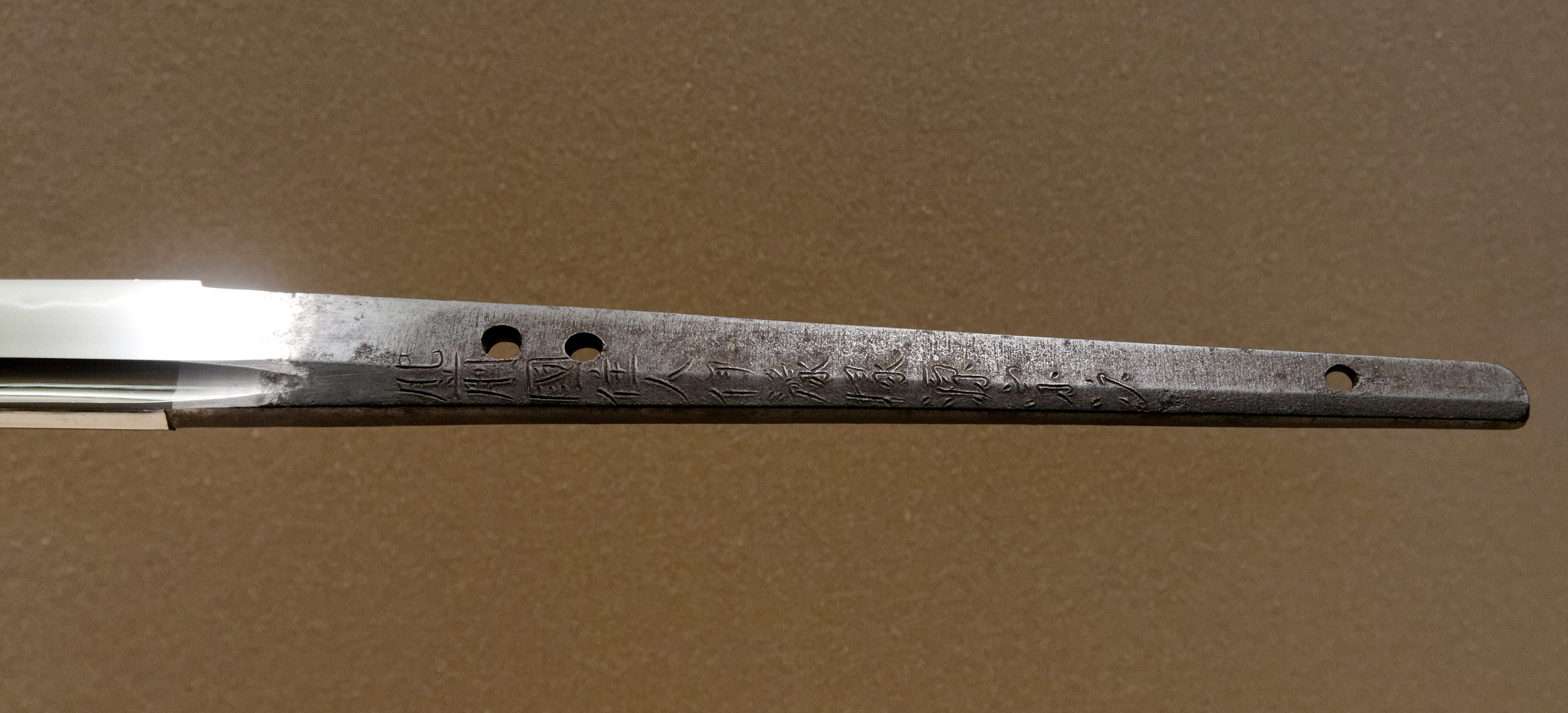
ناكاغو (تانغ) منكاتانا من فترة إيدو

وجاء الارتفاع في شعبيةزالكاتانا بين الساموراي نظرا لطبيعة المتغيرة لحرب القتال القريب. حيث كان السحب السريع للسيف مناسبًا تمامًا للقتال حيث اعتمد النصر بشكل كبير على أوقات الاستجابة القصيرة. سهلت سيوف الكاتانا هذا أيضًا من خلال ارتداؤها من خلال وشاح يشبه حزام (الأوبي) مع الحافة الحادة المواجهة لأعلى. من الناحية المثالية، يمكن للساموراي سحب السيف وضرب العدو في حركة واحدة. في السابق، تم ارتداء التاتشي المنحني مع توجيه حافة الشفرة لأسفل وتعليقها من الحزام.  
اختلف طول شفرة الكاتانا بشكل كبير خلال تاريخها. في أواخر القرن الرابع عشر وأوائل القرن الخامس عشر، كانت طول شفرات الكاتانا يتراوح بين70 و 73 سنتيمتر (28 و 29 بوصة). خلال أوائل القرن السادس عشر، انخفض متوسط الطول حوالي 10 سنتيمتر (3.9 بوصة)، تقترب من أقرب 60 سنتيمتر (24 بوصة). بحلول أواخر القرن السادس عشر، زاد متوسط الطول مرة أخرى بنحو 13 سنتيمتر (5.1 بوصة)، تعود إلى ما يقرب من 73 سنتيمتر (29 بوصة). 

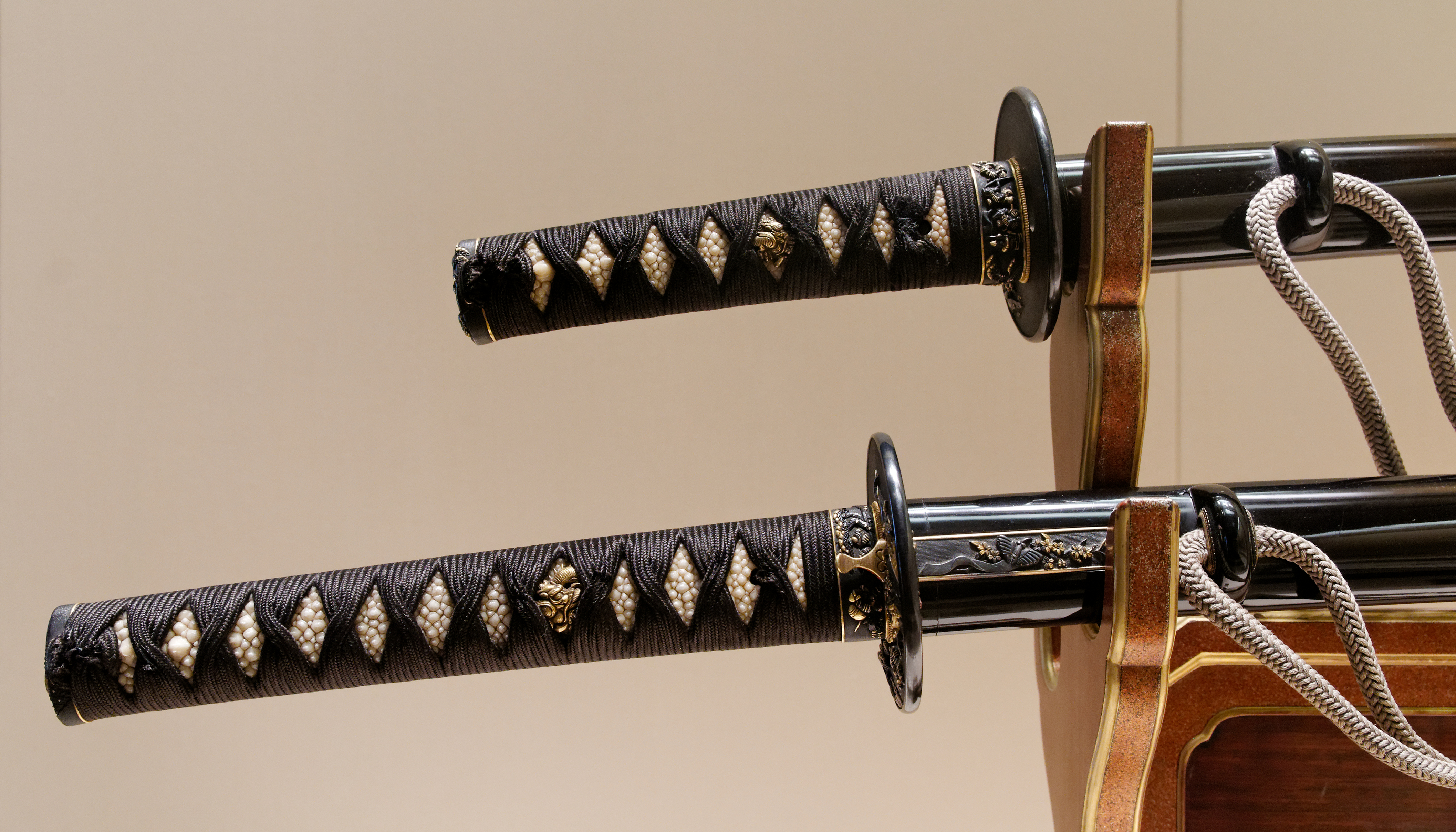
كوشيرايه (حوامل) من فترة إيدو

وكثيرا ما اقترن الكاتانا بسيف أصغر مرافق له، مثل الواكيزاشي، أو مع التانتو، أصغر حجما، على شكل خنجر. يسمى إقرانالكاتانا بسيف أصغر، بـالدايشو daishō. والساموراي فقط يمكن أن يرتدوا الدايتشو حيث إنه يمثل قوتهم الاجتماعية وشرفهم الشخصي.   

## الكاتانا الحديثة (gendaitō)
خلال فترة ميجي، تم حل طبقة الساموراي تدريجياً، وتم سحب الامتيازات الخاصة الممنوحة لهم، بما في ذلك الحق في حمل السيوف في الأماكن العامة. حيث حظر مرسوم هايتوراي في عام 1876 حمل السيوف في الأماكن العامة باستثناء بعض الأفراد، مثل أمراء الساموراي السابقين (داي-ميو) والجيش والشرطة. واجه صانعو السيوف الماهرين صعوبة في كسب رزقهم خلال هذه الفترة حيث قامت اليابان بتحديث جيشها، وبدأ العديد من صانعي السيوف في صنع أشياء أخرى، مثل المعدات والأدوات الزراعية وأدوات المائدة. وساعد العمل العسكري الذي قامت به اليابان في الصين وروسيا خلال فترة ميجي على إحياء الاهتمام بالسيوف، ولكن لم يتم إنتاج السيوف على نطاق واسع مرة أخرى حتى فترة شوا. ويشار إلى السيوف العسكرية اليابانية المنتجة بين 1875 و 1945 باسمغونتو (السيوف العسكرية).

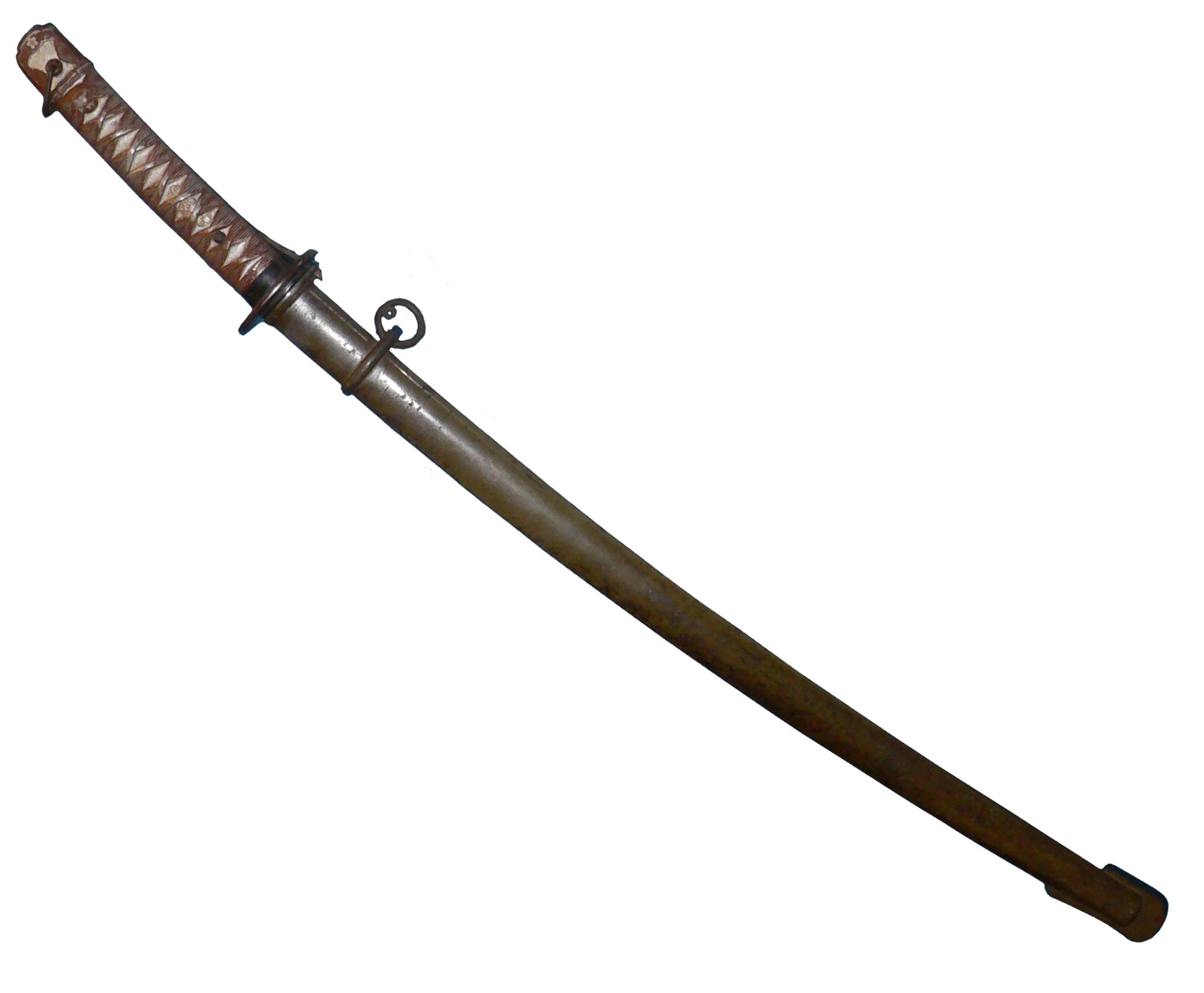
غونتو من عصر الحرب العالمية الثانية

أثناء الحشد العسكري قبل الحرب العالمية الثانية، وطوال الحرب، طُلب من جميع الضباط اليابانيين ارتداء السيف. وتم إنتاج السيوف المصنوعة تقليديًا خلال هذه الفترة، ولكن من أجل توفير مثل هذه الأعداد الكبيرة من السيوف، تم تجنيد الحدادين الذين لديهم معرفة قليلة أو معدومة بصناعة السيوف اليابانية التقليدية. بالإضافة إلى ذلك، كانت إمدادات الفولاذ الياباني (tamahagane) المستخدم في صناعة السيومحدودة، لذلك تم استخدام العديد من أنواع أخرى من الفولاذ. كما تم استخدام طرق أسرع للحدادة، مثل استخدام مطارق الآلية، وإخماد النصل في الزيت، بدلاً من الطرق باليد واستعمال الماء. تسمى السيوف غير التقليدية من هذه الفترة shōwatō، نسبة للاسم الملكي للإمبراطور هيروهيتو، وفي عام 1937، بدأت الحكومة اليابانية تتطلب استخدام طوابع خاصة على تانغ (nakago) لتمييز هذه السيوف عن السيوف المصنوعة تقليديًا. خلال هذه الفترة من الحرب، تم إعادة استخدام السيوف القديمة للاستخدام في أغماد عسكرية. أما في الوقت الحاضر، في اليابان، لا تعتبر سيوف شوواتو سيوفًا يابانية «حقيقية»، ويمكن مصادرتها. ويتم جمعها كقطع أثرية تاريخية خارج اليابان.   

## ما بعد الحرب العالمية الثانية

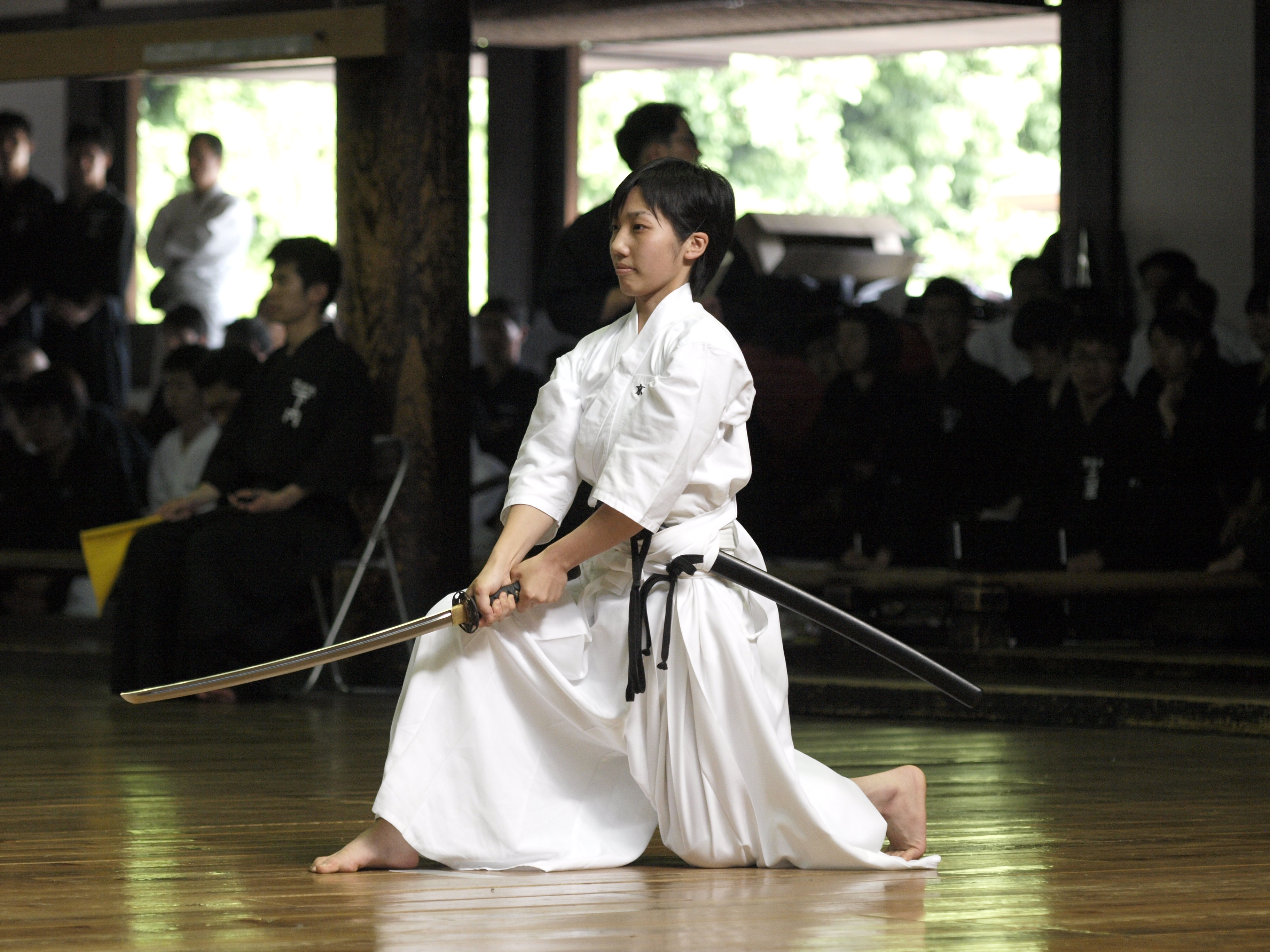
فتاة يابانية تتدرب على إيايدو مع كاتانا حديث للتدريب يدعى إيايتو. تم صنع هذا السيف في اليابان بما يتناسب مع وزن وحجم الطالب. النصل مصنوع من سبائك الألومنيوم ويفتقر إلى الشفرة الحادة لأسباب تتعلق بالسلامة.

بين عامي 1945 و 1953، تم حظر تصنيع السيوف وسيوف الفنون القتالية الأخرى في اليابان. حيث تمت مصادرة العديد من السيوف وتدميرها، ولم يتمكن صانعو السيوف من كسب رزقهم. ومنذ عام 1953، تم السماح لصانعي السيوف اليابانيين بالعمل، ولكن مع قيود صارمة: يجب أن يكون صانعو السيوف مرخصين ويأخذون تدريبًا لمدة خمس سنوات، ويسمح فقط لصانعي السيوف المرخص لهم بإنتاج السيوف اليابانية (nihonto)، ويسمح فقط بصناعة سيفين طويلين في الشهر يتم إنتاجها بواسطة كل سياف، ويجب تسجيل جميع السيوف لدى الحكومة اليابانية.
خارج اليابان، تنتج بعض من سيوف الكاتانا الحديثة من صانعي سيوف غربيين مستخدمين سبائك الصلب الحديثة، مثل L6 وA2. هذه السيوف الحديثة لها نفس حجم وشكلالكاتانا اليابانية ويستخدمها فنانو الدفاع عن النفس في رياضةإيايدو وحتى لممارسة تدريب القطع (tameshigiri).

## أنواع الكاتانا
تختلف الكاتانا حسب نوع الشفرة:
- شينوغي زوكوري هو شكل الشفرة الأكثر شيوعًا للكاتانا اليابانية التي توفر السرعة وقوة القطع. تم إنتاجه في الأصل بعد فترة هييان.
- شوبو زوكوري هو نوع من شينوغي زوكوري بدون يوكوتيه، الزاوية المميزة بين حافة القطع الطويلة نقطة السيف. بدلاً من ذلك، تنحني الحافة بسلاسة ودون انقطاع في النقطة.
- كيساكي موروها زوكوري هو شكل شفرة كاتانا بشفرة منحنية ومميزة ذات حدين. يتم تشكيل حافة واحدة من النصل بطريقة كاتانا عادية بينما الطرف متناظر وحافتا النصل حادان.